# Eoin Jess
Eoin Jess (Portsoy, 13 de dezembro de 1970) é um ex-futebolista escocês que atuava como meia-atacante.

## Carreira
Por clubes, Jess iniciou a carreira em 1987, no Aberdeen, após passar um ano nas categorias de base do Rangers. Foi nos Reds que ele se destacaria mais: até 1996, foram 201 partidas e 50 gols marcados. Neste mesmo ano, foi contratado pelo Coventry City, então na primeira divisão inglesa. Sua passagem pelos Sky Blues durou apenas um ano, com 39 partidas e um gol marcado.
Voltaria ao Aberdeen em 1997, onde conseguiu reerguer sua carreira após a curta passagem pelo Coventry. Nesta segunda passagem, foram 113 jogos e trinta gols marcados. Ainda passou por empréstimo no Bradford City, que o contrataria em definitivo em 2001.
Seus últimos anos de carreira como jogador foram no Nottingham Forest (2002-05, 86 jogos e sete gols) e no Northampton Town (2005-07, 64 partidas e dois gols), que o dispensou em abril de 2007. Sem perspectivas de encontrar outra equipe para continuar jogando, Jess encerraria sua carreira no mesmo ano.
Sua única experiência como técnico foi nas categorias de base do Nottingham Forest, função que exerceria até 2012. Em abril de 2009,
sofreu um acidente vascular cerebral (AVC) leve, que não o deixou com sequelas. 

## Seleção
Pela Seleção Escocesa de Futebol, Eoin Jess participou de 18 partidas entre 1992 e 1999, marcando dois gols. Convocado para a Eurocopa de 1996, entrou nos minutos finais do jogo contra a Inglaterra.
Seu nome era praticamente certo na convocação de Craig Brown para a Copa de 1998, mas o técnico preteriu o meia-atacante - Scot Gemmill foi convocado para seu lugar. A última partida de Jess com a camisa da Escócia foi em 1999.